# Aleksandar Boljević
Aleksandar Boljević (černohorskou cyrilicí Александар Бољевић; * 12. prosince 1995, Podgorica, Svazová republika Jugoslávie) je černohorský fotbalový útočník a reprezentant aktuálně hrající za klub PSV Eindhoven.

## Klubová kariéra
Aleksandar Boljević začínal v klubu FK Zeta, kde již ve svých 15 letech hrál poloprofesionální 1. černohorskou ligu. V Evropské lize UEFA 2012/13 narazila Zeta v play-off předkole na nizozemský tým PSV Eindhoven a přestože dvakrát vysoko prohrála (0:5 a 0:9), Boljević upoutal svým talentem činovníky PSV. V roce 2014 do PSV Eindhoven přestoupil.

## Reprezentační kariéra
V A-mužstvu Černé Hory debutoval 17. 11. 2013 v přátelském zápase proti domácímu týmu Lucemburska (výhra 4:1).